# Марлюке Шіершер
Марлюке Шіершер (1 січня 1998) — ліхтенштейнська синхронна плавчиня.
Учасниця Олімпійських Ігор 2020 року, де в змаганнях дуетів посіла 17-те місце.